# Nicolaus
Nicolaus ist ein männlicher Vorname.

## Herkunft und Bedeutung
Der Name ist eine Form von Nikolaus.

## Namensträger

### Vorname
- Nicolaus (1310–1365), Klosterpropst des Klosters Uetersen
- Nicolaus Adi Seputra (* 1959), indonesischer Ordensgeistlicher, Erzbischof von Merauke
- Nicolaus von Ahlefeldt (* 1480), Erbherr auf Seegaard und Stammvater der Linien der Ahlefeldts auf Haseldorf und Gelting
- Nicolaus von Avancini (1611–1686), jesuitischer Pädagoge, Dichter und lateinischer Dramatiker der Barockzeit
- Nicolaus Báthory (1435–1506), ungarischer Bischof
- Nicolaus Wilhelm Beckers (1630–1705), niederländischer Mediziner
- Nicolaus von Below (1907–1983), persönlicher Luftwaffenadjutant von Adolf Hitler
- Nicolaus Biceps (dert–1399), tschechischer Theologe und Philosoph
- Nicolaus Binder (1785–1865), deutscher Jurist und Hamburger Bürgermeister
- Nicolaus Bleyer (1591–1658), deutscher Komponist und Violinist
- Nicolaus Blohm (1779–1855), deutscher Architekt und Ingenieur sowie Stadtbaudirektor in Bremen
- Nicolaus Boie der Ältere († 1542), deutscher Reformator
- Nicolaus Boie der Jüngere (1501–1542), evangelischer Theologe, Reformator und Kirchenlieddichter
- Nicolaus von Borstel (1885–1963), deutscher Politiker (SPD)
- Nicolaus Bruhns (1665–1697), deutscher Komponist
- Nicolaus de Clemangiis oder Nicolaus von Clemangis (1363–1437), Humanist
- Nicolaus Cracoviensis (1485–1550), polnischer Komponist<
- Nicolaus Creusel (1627–1676), deutscher Rechtswissenschaftler
- Nicolaus Samuelis Cruquius (1678–1754), niederländischer Wasserbauingenieur, Feldmesser und Kartograf
- Nicolaus Darboven (1902–1985), deutscher Unternehmer
- Nicolaus Dassow (1639–1706), deutscher Theologe
- Nicolaus Delsor (1847–1927), katholischer Geistlicher, französischer Senator und Reichstagsabgeordneter
- Nicolaus Dierling (1740–1826), deutscher Schiffbaumeister
- Nicolaus Dreyer (1921–2003), deutscher Unternehmer und Politiker (NSDAP, FDP, CDU)
- Nicolaus Equiamicus (* 1974), deutscher Übersetzer, Autor und Herausgeber
- Nicolaus Ludwig Esmarch (1654–1719), deutscher Lyriker und evangelischer Theologe
- Nicolaus Fest (* 1962), deutscher Rechtsanwalt und Journalist
- Nicolaus Friedreich (1825–1882), deutscher Pathologe und Hochschullehrer
- Nicolaus Anton Friedreich (1761–1836), deutscher Mediziner
- Nicolaus Gallus (1516–1570), deutscher Reformator
- Nicolaus Gercken (1555–1610), deutscher Jurist
- Nicolaus Goldmann (1611–1665), deutscher Schriftsteller, Mathematiker, Jurist und Architekturtheoretiker
- Nicolaus Haberschrack († 1484), Maler und Bildhauer
- Nicolaus Hagg (* 1967), österreichischer Schauspieler und Autor
- Nicolaus Ferdinand Haller (1805–1876), Jurist, Senator und Bürgermeister der Freien und Hansestadt Hamburg
- Nicolaus von Handjery (1836–1900), preußischer Politiker
- Nicolaus Hardkopf (1582–1650), deutscher lutherischer Theologe
- Nicolaus Hasse (1617–1672), deutscher Komponist
- Nicolaus Hausmann (1479–1538), evangelischer Theologe und Reformator
- Nicolaus Henel von Hennenfeld (1582–1656), deutscher Biograf, Chronist und Historiker
- Nicolaus Hermann (1818–1888), Schweizer Politiker und Richter
- Nicolaus Heutger (1932–2008), deutscher lutherischer Theologe, Numismatiker, Judaist und Historiker
- Nicolaus-Johannes Heyse (* 1974), deutscher Bühnenbildner
- Nicolaus Höniger (1548–1598), Korrektor, Schriftsteller und Übersetzer
- Nicolaus A. Huber (* 1939), deutscher Komponist
- Nicolaus Hudtwalcker (1794–1863), hamburgischer Kunstsammler und Mäzen
- Nicolaus Jarre (1603–1678), Hamburger Bürgermeister und Jurist
- Nicolaus à Kempis (1600–1676), belgischer Organist und Komponist
- Nicolaus Anton Johann Kirchhof (1725–1800), deutscher Kaufmann, Gelehrter und Senator in Hamburg
- Nicolaus von Klemptzen (1504–1552), deutscher Landrentmeister und Historiker
- Nicolaus Kratzer (1487–1550), deutscher Humanist, Mathematiker und Astronom
- Nicolaus Freiherr von Krufft (1779–1818), österreichischer Komponist
- Nicolaus Marschalk (1455–1525), deutscher Rechtswissenschaftler, Humanist und Historiker
- Nicolaus Mattsen (1847–1924), Landwirt, Reichstagsabgeordneter
- Nicolaus Matz (1443–1513), Rektor der Universität Freiburg und Domherr in Speyer
- Nicolaus Maurus (1483–1539), deutscher lutherischer Theologe
- Nicolaus von Minckwitz (1485–1549), deutscher Adliger, Förderer der Reformation
- Nicolaus Mulerius (1564–1630), niederländischer Astronom, Professor für Medizin und Mathematik an der Universität Groningen
- Nicolaus de Tudeschis (1386–1445), italienischer Theologe und Erzbischof von Palermo
- Nicolaus II. von Carlowitz († 1555), Bischof von Meißen
- Nicolaus von Autrecourt (1300–1369), französischer Philosoph
- Nicolaus von Renys (1360–1411), preußischer Ritter
- Nicolaus Nielsen (1806–1883), deutscher evangelischer Theologe
- Nicolaus Otto (1832–1891), deutscher Maschinenbauer, nach dem heute der Ottomotor benannt ist
- Nicolaus Comnenus Papadopoli (1655–1740), italienischer Kirchenrechtler und Historiker griechischer Herkunft
- Nicolaus Pape (1365–1428), Achter Klosterpropst zu Uetersen
- Nicolaus Peträus (1569–1641), deutscher lutherischer Theologe, Superintendent
- Nicolaus Peucker (1620–1674), deutscher Dichter
- Nicolaus Pistoris (1411–1471), deutscher Mediziner, Leibarzt, Bürgermeister von Leipzig
- Nicolaus Poda von Neuhaus (1723–1798), österreichischer Entomologe und Jesuit
- Nicolaus von Prittwitz (1835–1897), russischer Generalmajor à la suite
- Nicolaus Rehdiger († 1553), schlesischer Großhändler und Bankier
- Nicolaus Rehdiger der Jüngere (1525–1587), schlesischer Großhändler, Bankier, Landeshauptmann des Fürstentums Breslau und Mäzen
- Nicolaus Reimers (1551–1600), deutscher Astronom und kaiserlicher Hofmathematiker
- Nicolaus Roding (1519–1580), deutscher lutherischer Theologe, Hochschullehrer und -rektor
- Nicolaus Rohlfs (1695–1750), deutscher Astronom, Mathematiker, Lehrer und Kalendermacher
- Nicolaus Schafhausen (* 1965), deutscher Kunsthistoriker und Kurator
- Nicolaus Schaten (1608–1676), deutscher Jesuit und Historiker
- Nicolaus Schmidt (Künstler) (* 1953), deutscher Künstler
- Nicolaus Theodorici de Amsterdam († vor 1456), scholastischer Philosoph
- Nicolaus Wendelin Schmidt (1883–1954), deutscher Bildhauer
- Nicolaus Schuback (1700–1783), deutscher Jurist und Bürgermeister von Hamburg
- Nicolaus Schwebel (1713–1773), deutscher Klassischer Philologe, Dichter und Pädagoge
- Nicolaus Seeber (1680–1739), deutscher Orgelbauer und Komponist
- Nicolaus Serarius (1555–1609), lothringischer Jesuit, Exeget und Historiker
- Nicolaus de Smit (1541–1623), niederländischer Textilfabrikant, Zeugmacher und Kaufmann
- Nicolaus Sombart (1923–2008), deutscher Kultursoziologe und Schriftsteller
- Nicolaus Spit (1853–1929), niederländischer altkatholischer Bischof von Deventer
- Nicolaus Staphorst (Kirchenhistoriker) (1679–1731), deutscher Pastor und Kirchenhistoriker
- Nicolaus Steno (1638–1686), dänischer Arzt, Anatom und Geologe
- Nicolaus Adam Strungk (1640–1700), deutscher Barockkomponist
- Nicolaus von Suhm (1697–1760), sächsischer Diplomat
- Nicolaus Taurellus (1547–1606), Mediziner, Philosoph und Physiker
- Nicolaus von Thaden (1770–1848), dänischer Jurist
- Nicolaus Vetter (1666–1734), deutscher Komponist
- Nicolaus Vogt (1756–1836), Historiker, Politiker und Staatsdenker
- Nicolaus Voigtel (1658–1713), deutscher Geometer, Bergbeamter und Autor
- Nicolaus Zaff der Ältere (1620–1677), Schweizer reformierter Geistlicher und Mediziner
- Nicolaus Zaff der Jüngere (1665–1727), Schweizer reformierter Geistlicher
- Nicolaus Zapf (1600–1672), deutscher lutherischer Theologe
- Nicolaus Zech (1559–1607), deutscher Kammerrat
- Nicolaus Zink (1812–1887), deutsch-US-amerikanischer Ingenieur und Farmer
- Nicolaus Zucchius (1586–1670), italienischer Astronom und Physiker

### Zwischenname
- Carl Nicolaus Adler (1737–1816), deutscher Advokat und Bürgermeister von Stade
- Johann Nicolaus Anton (1737–1813), deutscher lutherischer Theologe
- Joseph Friedrich Nicolaus Bornmüller (1862–1948), deutscher Botaniker
- Johann Nicolaus Friedrich Brauer (1754–1813), badischer Beamter und Politiker
- Johannes Nicolaus Brønsted (1879–1947), dänischer Chemiker
- Friedrich Nicolaus Bruhns (1637–1718), deutscher Komponist
- Johannes Nicolaus Buek (1779–1856), deutscher Apotheker und Botaniker
- Christian Nicolaus Bruhn (1796–1863), Theologe
- Wilhelm Nicolaus Dannhof (* 1870), deutscher Bankenvorstand und Industrieller
- Christian Nicolaus von Evers (1775–1862), Bürgermeister in Lübeck
- Johann Nicolaus Frobesius (1701–1756), deutscher Philosoph und Mathematiker
- Donnus Nicolaus Germanus (1420–1490), Kosmograf, Astrologe
- Christoph Gottfried Nicolaus Gesterding (1740–1802), deutscher Jurist und Historiker
- Joachim Bernhard Nicolaus Hacker (1760–1817), deutscher Theologe, Poet und Schriftsteller
- Johann Nicolaus Hanff (1663–1711), deutscher Organist und Komponist
- Georg Nicolaus Knauer (1926–2018), deutsch-US-amerikanischer klassischer Philologe
- Gerard Johannes Nicolaus de Korte (* 1955), niederländischer Geistlicher, Bischof von Groningen-Leeuwarden
- Josephus Nicolaus Laurenti (1735–1805), österreichischer Arzt, Naturforscher, Herpetologe und Zoologe
- Christian Nicolaus von Linger (1669–1755), preußischer General
- Georg Nicolaus von Lübbers (1724–1788), deutscher Major und Unternehmer
- Johann Nicolaus Mempel (1713–1747), Kantor in Apolda
- Christian Nicolaus Möllenhof (1698–1748), deutscher Theologe und Dichter
- Christian Nicolaus Naumann (1720–1797), deutscher Dichter der Anakreontik
- Joseph Nicolaus Peroux (1771–1849), deutscher Miniaturmaler, Radierer und Lithograf der Romantik
- Johann Nicolaus Schrage (1753–1795), deutscher evangelischer Theologe
- Heinrich Nicolaus Trebs (1678–1748), deutscher Orgelbauer
- Johann Nicolaus Treu (1734–1786), Kammerdiener, Hofmaler und Galerieinspektor
- Adolf Nicolaus Zacharias (1858–1931), Hamburger Richter und Abgeordneter der Bürgerschaft

### Familienname
- Egon Karl Nicolaus (1928–1988), deutscher Maler
- Emmy Diemer-Nicolaus (1910–2008), deutsche Politikerin und MdB
- Fynn-Luca Nicolaus (* 2003), deutscher Handballspieler
- Kerstin Nicolaus (* 1961), deutsche Politikerin (CDU), Landtagsabgeordnete in Sachsen
- Knut Nicolaus (1940–2024), deutscher Restaurator und Hochschullehrer
- Martin Nicolaus (1870–1945), deutscher Kunstmaler
- Paul Nicolaus (1904–1945), deutscher Maler und Grafiker
- Roland Nicolaus (* 1954), deutscher Maler und Grafiker